# Molí fariner (Alfés)
El Molí fariner és una obra d'Alfés (Segrià) inclosa a l'Inventari del Patrimoni Arquitectònic de Catalunya.

## Descripció
Restes arquitectòniques d'un antic molí fariner.
Es tracta d'una estructura de planta quadrangular bastida amb gruixuts murs de pedra escairada i morter. Al segle XXI es troba gairebé enderrocada, sense coberta. En resten en peu parts dels murs.
Diferenciem el que seria l'entrada principal, originalment formada per una volta de canó, que no es conserva en l'actualitat. També es troben, en la part inferior dels murs, petites obertures allindades per on passava l'aigua al cacau. De la mateixa manera, es conserva la bassa i una mola.
L'edifici es troba parcialment cobert per la vegetació circumdant.